# Torre de' Busi
Torre de' Busi é uma comuna italiana da região da Lombardia, província de Lecco, com cerca de 1.744 habitantes. Estende-se por uma área de 9 km², tendo uma densidade populacional de 194 hab/km². Faz fronteira com Calolziocorte, Caprino Bergamasco (BG), Carenno, Cisano Bergamasco (BG), Costa Valle Imagna (BG), Monte Marenzo, Roncola (BG).

## Demografia
| Variação demográfica do município entre 1861 e 2011                               |
|                                                                                   |
| Fonte: Istituto Nazionale di Statistica (ISTAT) - Elaboração gráfica da Wikipedia |